# Distretto di El Eslabón
Il distretto di El Eslabón è uno dei sei distretti  della provincia di Huallaga, in Perù. Si trova nella regione di San Martín e si estende su una superficie di 122,77 chilometri quadrati.

Istituito il 10 ottobre 1963, ha per capitale la città di El Eslabón; al censimento 2005 contava 1.729 abitanti.